# Nepiothericles oculatus
Nepiothericles oculatus är en insektsart som beskrevs av Marius Descamps 1977. Nepiothericles oculatus ingår i släktet Nepiothericles och familjen Thericleidae. Inga underarter finns listade i Catalogue of Life.